# پروکسی (ترانه)
«پروکسی» ترانه‌ای از هنرمند اهل پادشاهی هلند مارتین گریکس است و در سال ۲۰۱۴ منتشر شده.